# Jadwiga Zak-Stewart
Jadwiga Zak-Stewart (* 15. Juli 1912 in Łódź) ist eine polnische Supercentenarian. Sie ist seit dem 3. August 2023 die älteste in Polen lebende Person.

## Leben
Jadwiga Zak-Stewart wuchs in Łódź auf, der viertgrößten Stadt in Polen. Nach ihrem Schulabschluss absolvierte sie ab 1928 eine Ausbildung zur Krankenschwester. In diesem Beruf war sie über mehrere Jahrzehnte hinweg tätig.
Während des Zweiten Weltkrieges arbeitete sie in verschiedenen Lazaretten. Kurz nach Kriegsende lernte sie einen aus Kanada stammenden Arzt kennen, den sie heiratete und mit dem sie anschließend Ende der 1940er-Jahre in seine Heimat zog. Sie arbeitete daraufhin als Krankenschwester in demselben Krankenhaus, in dem ihr Ehemann als Arzt tätig war. Anfang der 1970er-Jahre ging sie in den Ruhestand. Ihr Ehemann starb Ende der 1980er-Jahre. Die Ehe blieb kinderlos. Im Jahr 1992 kehrte sie daraufhin wieder in ihre alte Heimat Polen zurück und zog wieder in ihre Geburtsstadt Lodz, wo sie auch bis heute lebt. Kurz nach ihrem 100. Geburtstag zog sie im Sommer 2012 in eine Seniorenresidenz.
Mit ihrem 110. Geburtstag am 15. Juli 2022 wurde Zak-Stewart zur Supercentenarian. Seit dem Tod von Jozefa Ciesielska am 3. August 2023 ist Jadwiga Zak-Stewart die älteste in Polen lebende Person.